# Синьків (Чортківський район)

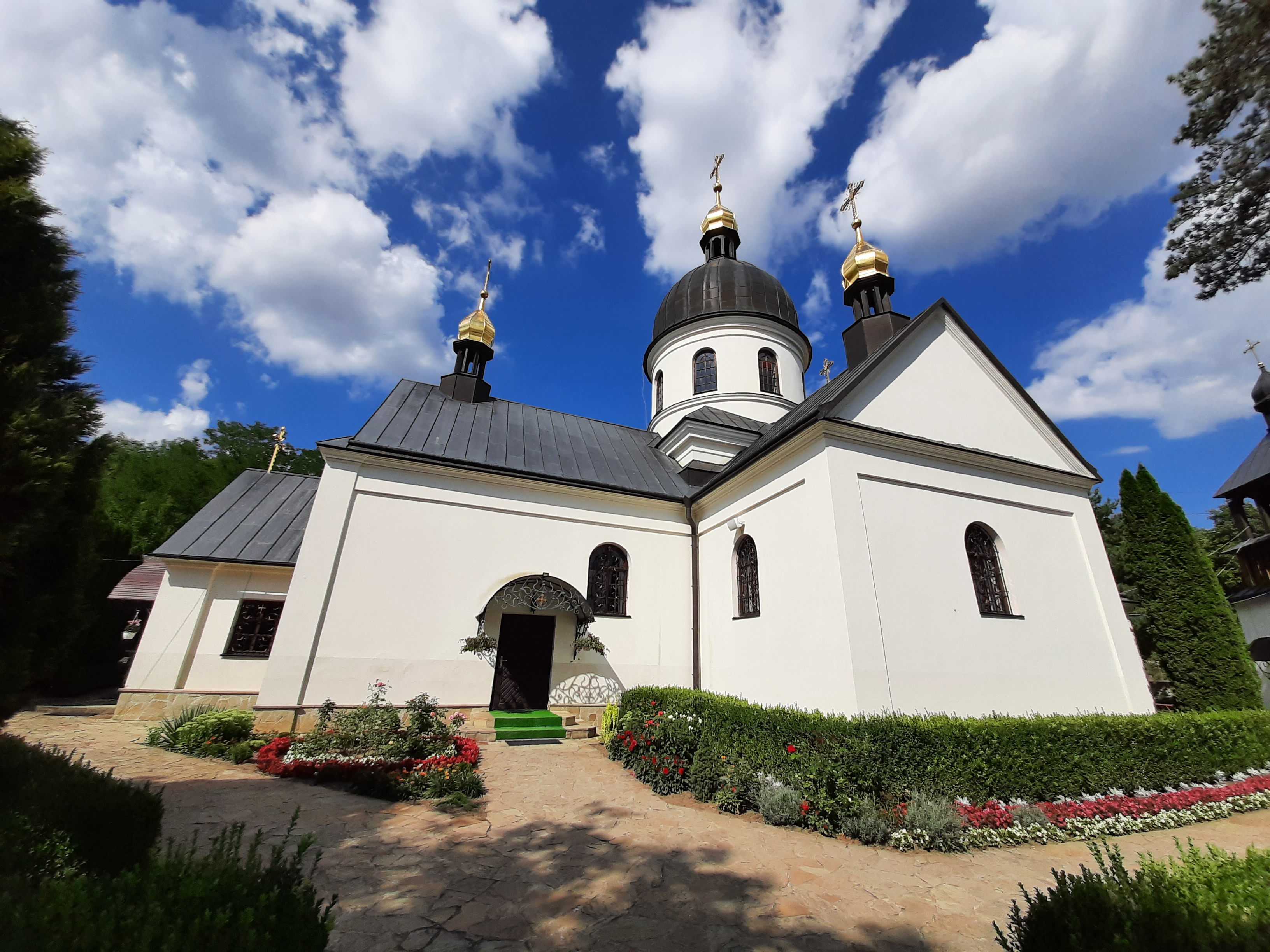
Церква Перенесення Мощей Святого Миколая 1883

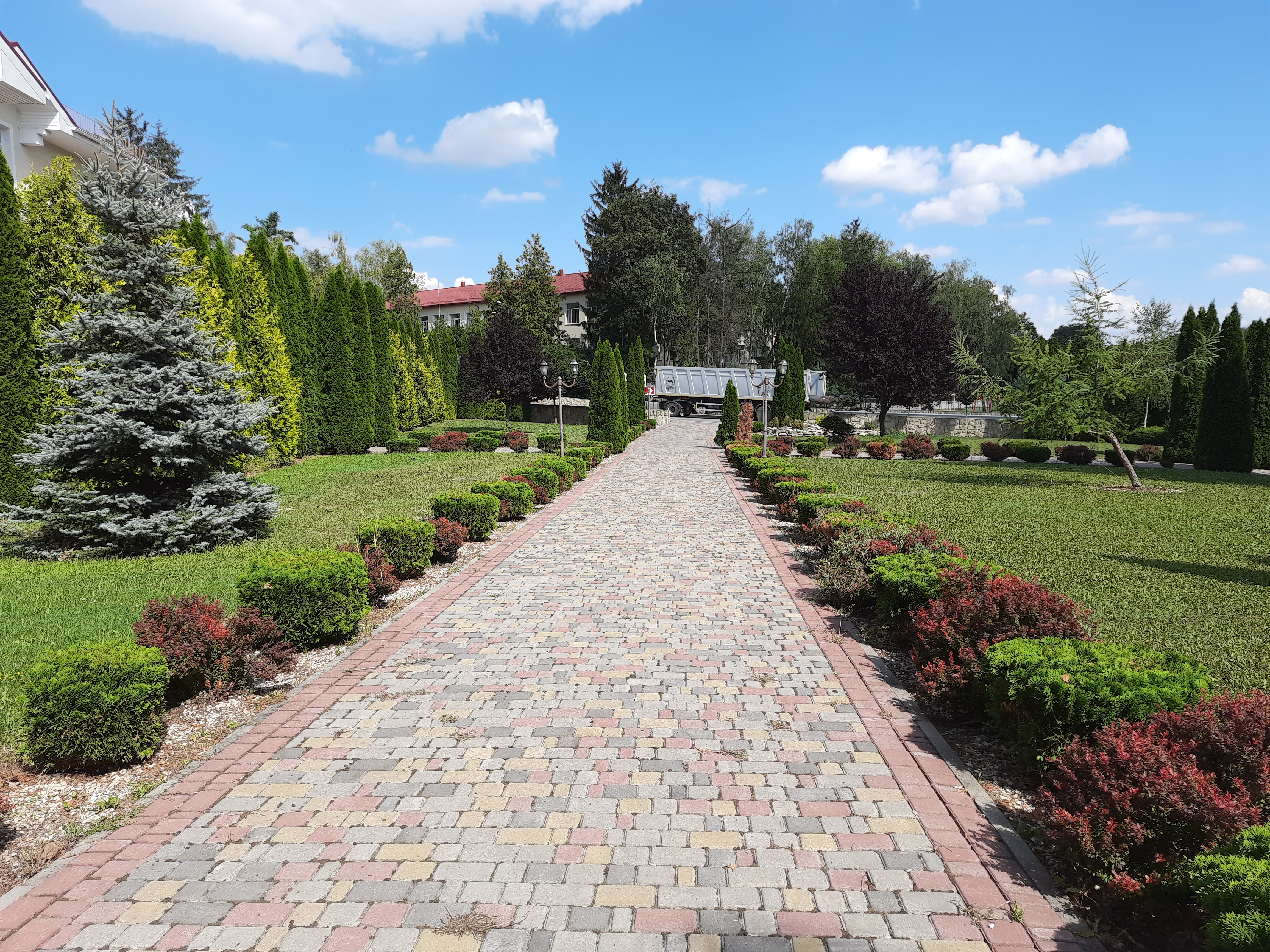
Центр села

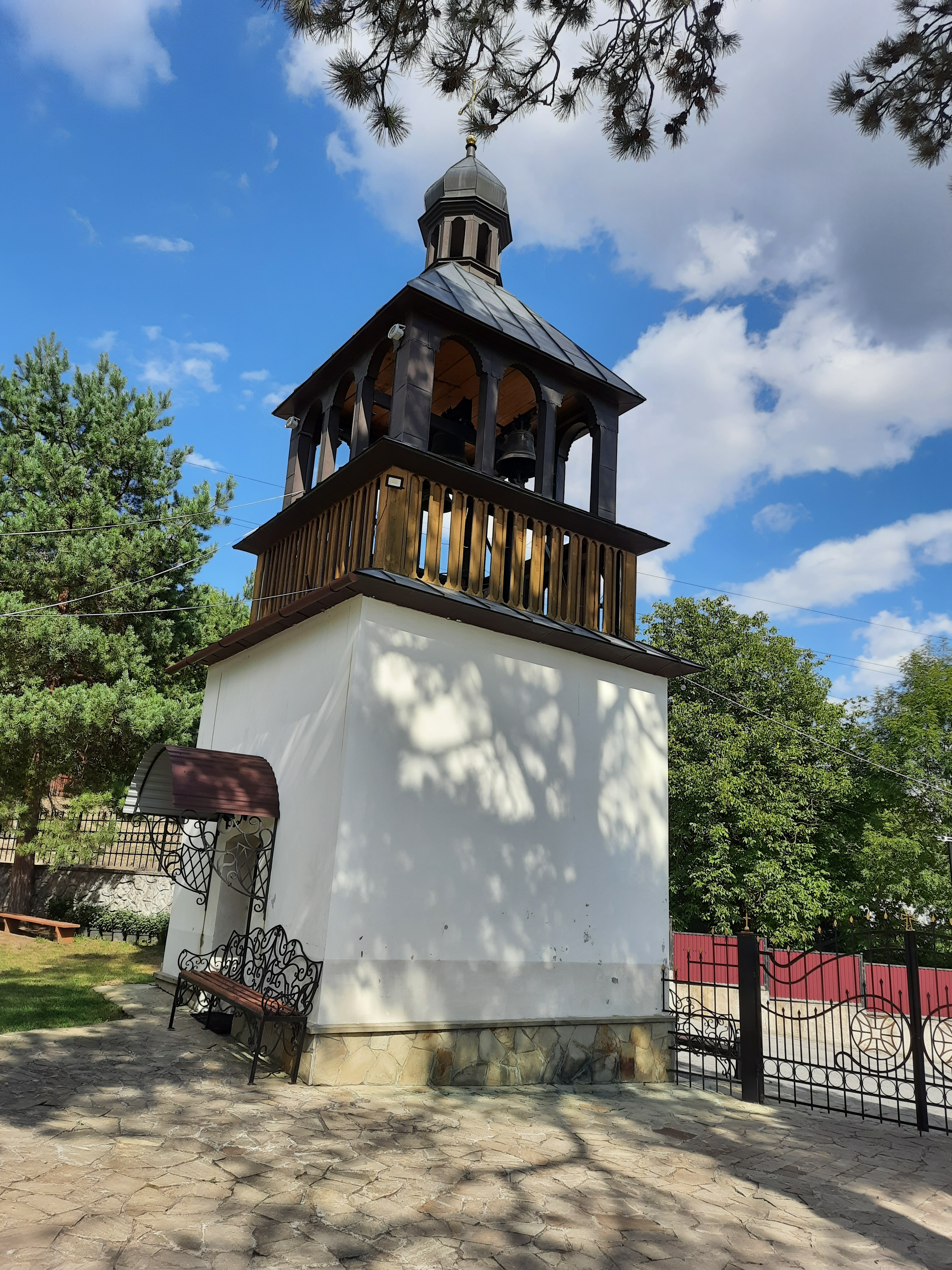
Дзвіниця церкви Перенесення мощей св. Миколая

Си́ньків (у 1947—1991 — Богданівка) — село в Україні, у Заліщицькій міській громаді Чортківського району Тернопільської області. Розташоване на річці Дністер, на південному сході району. До 2020 року центр Синьківської сільської ради. Населення становить 1221 особу (2007).
Діяли українські товариства «Просвіта», «Луг», «Рідна школа», «Союз українок» та інші.

## Назва
Назва села «Синьків» має дві версії походження. У Заліщицькому краєзнавчому музеї активно підтримують першу: назва села пішла від імені одного з перших поселенців — козака Синька (Санька, тобто Олександра). Сільчанам же більше до вподоби друга версія: нібито назва села походить від синіх квітів — синьоцвітів. Яких, щоправда, ніхто ніколи не бачив.

## Географія
У селі річка Рудка впадає у річку Дністер.

## Історія
Поблизу села виявлено археологічні пам'ятки трипільської, гава-голіградської і давньоруської культур.
Перша писемна згадка — 1427 рік. Саме тоді декілька сімей заснували на Дністрі нове поселення. Маємо згадки 1578 року. Тоді в Синькові було 58 господарств. Під час воєн село декілька разів руйнували майже вщент, але щоразу, крок за кроком, будинок за будинком воно оживало знову. Найбільший демографічний розквіт у Синькові був 1900 року, тоді в селі було 2247 мешканців. Сьогодні в селі мешкає близько 1200 осіб.
За шість з половиною століть Синьків прожив життя, типове для багатьох українських сіл. Упродовж 1362—1434 рр. територія нинішнього Заліщицького району належала до Великого князівства Литовського[джерело?]. Протягом 1434—1772 рр. цими землями володіло Королівство Польське (1569 року разом з Великим князівством Литовським утворило федеративну Річ Посполиту). Упродовж 1772—1918 рр. — під владою австрійських держав: 1772—1804 — Габсбурзької монархії, 1804—1867 — Австрійської імперії, 1867—1918 — Австро-Угорської імперії.
За часів австрійського панування почалася міграція населення Синькова до Канади. У 1896 році на еміграцію наважилися лише одиниці. Але вже роком пізніше з Синькова та низки навколишніх сіл (нині територія Заліщицького та Борщівського районів Тернопілля) до Канади виїхало 150 сімей, за рік до них приєдналися ще 70 родин, щоб назавжди покинути схили рідного Дністра.
У 1914—1917 роках під час першої світової війни землі району були під окуповані російською армією.
З листопада 1918 село перебувало у складі Західно-Української Народної Республіки (ЗУНР).
І входження до складу Польщі на 20 років. У 1939 році територія Заліщицького району ввійшла до складу Української РСР.
12 червня 2020 року, відповідно до розпорядження Кабінету Міністрів України № 724-р «Про визначення адміністративних центрів та затвердження територій територіальних громад Тернопільської області» увійшло до складу Заліщицької міської громади.
19 липня 2020 року, в результаті адміністративно-територіальної реформи та ліквідації Заліщицького району, увійшло до складу новоутвореного Чортківського району.

## Пам'ятки
Церква Перенесення мощей святого Миколая в Синькові була збудована у 1630 році власним коштом місцевого мешканця Антонія для ченців Василіанського ордену Української Греко-Католицької церкви. У 1743 році через малочисельність насельників монастиря ченці пішли до Кам'янця-Подільського, покинувши обитель. Монастир був закритий, а сама споруда відійшла сільській громаді. У 1845 році коштом благодійників Франциска та Людвіки Чиж була здійснена реконструкція церкви. За сільськими оповідками, польська родина стала меценатом після того, як саме в цій церкві були почуті молитви батьків і їхня донька вилікувалася від важкої недуги. З того часу 21 вересня у селі стали святкувати свято зцілення, бо саме цього дня одужала молода панянка. А храмове свято в Синькові святкують 22 травня у день перенесення мощей святого Миколая.
У XX столітті церкву неодноразово перебудовували, і це призвело до того, що вона фактично втратила свій первісний вигляд. Але під час реконструкції, яка розпочалася у 2005 році, благодійник Дмитро Фірташ вирішив, що церква має бути відбудована в бароковому стилі, в якому зазвичай раніше будували церкви у Тернопільському краї.
Окрім церкви перенесення мощей Святого Миколая в Синькові здавна був ще один храм — Різдва Пресвятої Богородиці. За переказами сільчан, дерев'яну церкву Різдва Пресвятої Богородиці у XVIII столітті до Синькова принесла велика вода. Церква мала гарний старовинний іконостас, який у 1880—1890 роках був відновлений, а сам храм був заново розписаний. За часів радянської влади церква була закрита, не реставрувалась, почалось інтенсивне гниття дерева, і задля безпеки громада села змушена була розібрати споруду. Тепер на місці церкви Різдва Пресвятої Богородиці будується каплиця.
Споруджено пам'ятники Б. Хмельницькому (1958), воїнам-односельцям, полеглим під час німецько-радянської війни (1965), насипано символічну могилу воякам УПА (1995).
Ботанічна пам'ятка природи місцевого значення Синьківська кострицева степова ділянка.

## Соціальна сфера
Працюють ЗОШ I—III ступ., Будинок культури, при якому від 1985 року діє народний (від 1994) аматорський обрядово-фольклорний колектив «Синьківчанка», бібліотека, ФАП, відділення зв'язку, 3 фермерські господарства, ПП «Нива Придністров'я», торгові заклади.
У Синькові до кожної домівки підведено газопровід, відремонтовано автошляхи, проведена реконструкція амбулаторії сімейної медицини, діє сучасна школа з декількома комп'ютерними класами, біля неї зведено новий стадіон.
Школа в Синькові була відкрита ще наприкінці XVIII століття за часів Австро-Угорської імперії. Спочатку була заснована двокласна школа, згодом — за Польщі — дітей стали навчати вже чотири роки, за радянської влади — сім, а потім школа стала восьмирічною. Цікаво, що за часів належності Синькова до Австрії навчання в школі було українською мовою, за Польщі — змішаною: українською та польською. Синьківські бабусі і досі пам'ятають колядки польською мовою, яких їх колись навчили в школі.
У 1971 році було побудоване нове шкільне приміщення, і школа в Синькові стала десятирічною, а за часів України — Синьківською загальноосвітньою школою І-ІІІ ступенів, де діти навчаються 11 років.
Сьогодні школа у Синькові, за визнанням Управління освіти і науки Тернопільської обласної державної адміністрації, є одним з найкращих загальноосвітніх навчальних закладів не тільки у Тернопільської області, але і у державі. Всі шкільні кабінети, у тому числі фізики та хімії, мають нове обладнання, що дозволяє вчителям проводити лабораторні, практичні та демонстраційні роботи.
У Синьківській школі є два повністю обладнаних комп'ютерних класи. Новий спортивний зал укомплектований сучасними тренажерами. Тут є все: шведська драбина, тенісні столи, боксерська груша, гімнастичні знаряддя для виховання майбутніх спортсменів. Діти також мають можливість пограти в футбол на нещодавно обладнаному шкільному стадіоні. Наразі у школі навчається 140 учнів і працює 25 вчителів. Повна реконструкція школи була завершена 2012 року.

## Виробництво

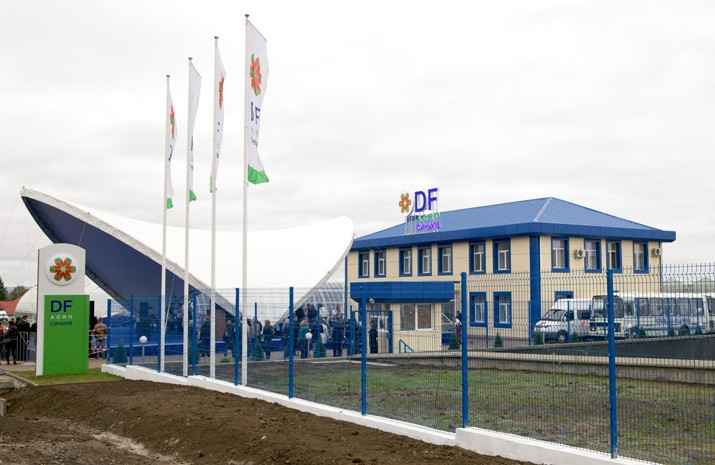
Тепличне господарство «DF Agro» (Синьків)

У вересні 2012 року в Синькові Прем'єр-міністр України Микола Азаров та Голова Федерації роботодавців України Дмитро Фірташ — інвестор будівництва тепличного господарства відкрили найбільший тепличний комплекс у Західній Україні "DF Agro" (Синьків). Сьогодні це найсучасніший тепличний комплекс в країні.
Будівництво теплиць почалося в листопаді 2011 року. Наразі «DF Agro» (Синьків) відкрив першу чергу тепличного комплексу загальною площею 10 га. Друга черга передбачає площу теплиць на 30 га, а її відкриття заплановано на 2013 рік.
Щорічно «DF Agro» (Синьків) буде виробляти 4000 тонн томатів, 1,55 тисяч тонн перцю і 350 тонн огірків. Така висока врожайність забезпечується завдяки використанню однієї з найбільш досконалих у світі технологій.
У Синьківських теплицях забезпечується цілодобове підсвічування рослин, а також їх крапельний полив. Подачу добрив і насиченого мінералами живильного розчину, а також підтримку температурного режиму здійснює комп'ютерна система. З її допомогою фахівці з Нідерландів та Ізраїлю здійснюють дистанційний агрономічний супровід, контролюють усі стадії вирощування рослин і врожайність.

## Відомі люди

### Народилися
- Степан Слободян — керівник Карпатського крайового проводу ОУН, лицар Срібного хреста заслуги УПА та Бронзового хреста бойової заслуги УПА[7].
- Степан Запорожан — український хірург, педагог, доктор медичних наук, проректор з науково-педагогічної та лікувальної роботи Тернопільського державного медичного університету.
- Петро Русак — український дитячий хірург, педагог, доктор медичних наук, професор дитячої хірургії НМАПО ім. П. Л. Шупика, головний редактор науково-практичного медичного журналу «Хірургія дитячого віку», завідувач хірургічного відділення № 1 Житомирської обласної дитячої клінічної лікарні.
- Василь Фаринник — начальник Головного слідчого управління Міністерства внутрішніх справ України за часів Януковича, генерал-майор міліції. Заслужений юрист України.
- Дмитро Фірташ — бізнесмен, Голова Ради директорів Групи компаній Group DF, Голова Федерації роботодавців України (2011—2016 рр).